# Chelonaplysilla erecta
Chelonaplysilla erecta är en svampdjursart som först beskrevs av R.W. Harold Row 1911.  Chelonaplysilla erecta ingår i släktet Chelonaplysilla och familjen Darwinellidae. Inga underarter finns listade i Catalogue of Life.